# Reuß-Hirschberg

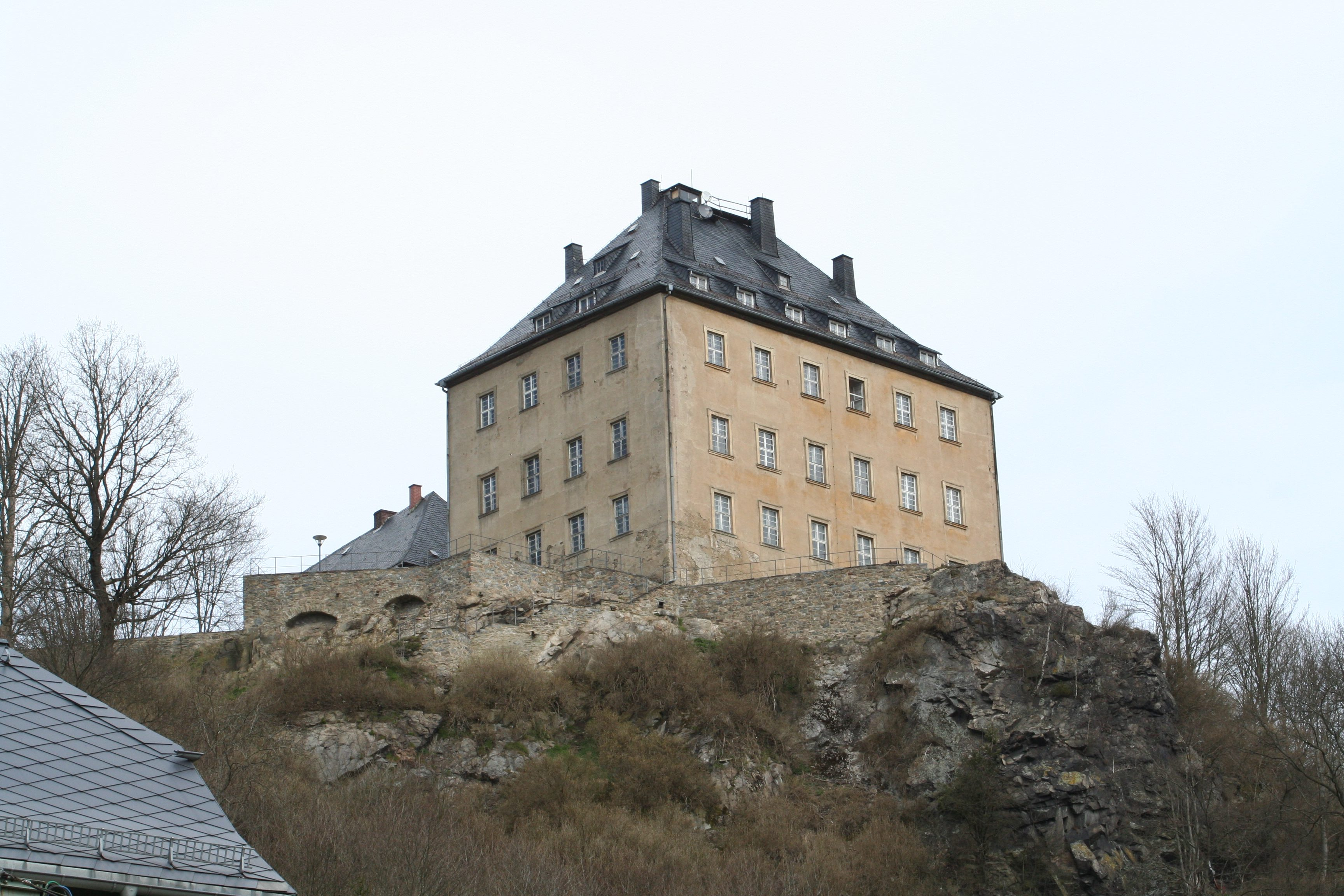
Residenz Schloss Hirschberg

Die Grafschaft Reuß-Hirschberg entstand nach mehreren Teilungen der jüngeren Linie Reuß ebenso wie die Grafschaft Reuß-Ebersdorf 1678 aus einer Teilung der Grafschaft Reuß-Lobenstein und existierte bis 1711.

## Geschichte
Hirschberg wurde der Hauptort der Grafschaft. Er wird 1154 erstmals urkundlich erwähnt. An einem Saaleübergang war der Bau einer Burg die Voraussetzung für die Entwicklung des Ortes. 1664 kaufte Heinrich X. Reuß zu Lobenstein das Gut Hirschberg von der Familie von Beulwitz und begann mit dem Wiederaufbau der Burg. Sein Sohn Heinrich VIII. wurde im Rahmen der Erbteilung 1678 Graf Reuß zu Hirschberg und machte Hirschberg zu seiner Residenz. Neben Hirschberg gehörten die Dörfer Ullersreuth, Blintendorf, Dobareuth, Rothenacker, Gebersreuth, Mödlareuth, Göttengrün, Venzka, Glashütte, Langgrün, Pottiga, Pirk, Harra, Kießling, Spilmes, Göritz, Thimendorf, Absang, Röttersdorf und Oßla sowie die Ritterlehen zu Venzka, Dobareuth, Mödlareuth, Göritz, Pottiga, Pirk und Oßla zu seinem Besitz. Heinrich VIII. baute ein neues Schloss.
Da Heinrich VIII. 1711 ohne männliche Nachkommen verstarb, erlosch die Linie. Der Besitz der Grafschaft Reuß-Hirschberg wurde aufgeteilt zwischen Reuß-Lobenstein und Reuß-Ebersdorf.

## Übersicht der Regenten

### Grafen Reuß zu Hirschberg
- Heinrich VIII. (1678–1711)